# Teš
Teš, isto poznat kao Thesh, je spomenut na kamenu iz Palerma kao preddinastijski egipatski kralj koji je vladao Donjim Egiptom. Kao i za njegovog predhodnika Tia, nema drugih dokaza o njegovoj vladavini. Moguće da je on mitski vladar prenesen tradicijskim usmenim pričama s koljena na koljeno, ili je potpuno izmišljena osoba.
- Kamen iz Palerma, stela na kojoj je spomenut Teš
- Kamen iz Palerma

| Prethodnik: | Egipatski faraoni | Nasljednik:    |
| Tiu (? - ?) | Egipatski faraoni | Hsekiu (? - ?) |